# Френк Белкнеп Лон
Френк Белкнеп Лон (англ. Frank Belknap Long; 27 квітня 1901 — 3 січня 1994) — американський письменник у жанрі фантастики жахів, фентезі, наукової фантастики, поезії, готичного роману, коміксів і нехудожньої прози. Незважаючи на те, що його літературна кар'єра налічує близько семи десятиліть, найбільш відомий він своїми науково-фантастичними та фантастико-жахлітливими романами та оповіданнями. У тому числі як один із авторів, які брали участь у створенні «Міфів Ктулху». Лон був відзначений такими нагородами, як Всесвітня премія фентезі за заслуги перед жанром (1978), Премія Брема Стокера за заслуги перед жанром (1987), та введений до залу слави фантастики Першого фендому (1977).

## Біографія
Френк Белнеп Лон народився у Нью-Йорку і виріс у Гарлемі (районі Манхеттена). Все життя прожив у Нью-Йорку. У дитинстві він був зачарований природною історією і писав, що він «мріяв працювати далеко від дому і вивчати дощові ліси басейну річки Амазонки».

## Дружба з Лавкрафтом
Геній містера Лона — унікальний і помітний.

-Г. Ф. Лавкрафт

Говард Філліпс Лавкрафт був близьким другом і наставником Френка Лона. Вони регулярно спілкувалися (особливо під час проживання Лавкрафта в Нью-Йорку з 1924 по 1926) і часто писали один одному. Лон пише, що він і Лавкрафт обмінялися «більш ніж тисячею листів, деякі з них обсягом більше вісімдесяти рукописних сторінок». Частина їхнього листування була видана в «Arkham House's Selected Letters series», яка зібрала об'ємне листування Лавкрафта з друзями.
Протягом 1930-х років Лон і Лавкрафт були членами клубу Калема (названого за ініціалами прізвищ оригінальних членів — K, L і M). Лон входив також до «кола Лавкрафта» (спільно з Робертом Блохом, Августом Дерлетом, Робертом Е. Говардом, Генрі Каттнером, Кларком Ештоном Смітом і Дональдом Вандрі), члени якого знаходилися в постійному контакті один з одним і впливали на творчість один одного.
Дружба Лавкрафта і Лона була змальована в романі Пітера Кеннона «Pulptime: Being a Singular Adventure of Sherlock Holmes, Lovecraft, and the Kalem Club as if Narrated by Frank Belknap Long, Jr.» (1985).
Лон написав ряд ранніх історій, що належать до «Міфів Ктулху». До них належать і «Пси Тіндала» (перше оповідання «Міфів Ктулху», написане кимось, окрім Лавкрафта), «Жах з пагорбів», «Пожирачі простору» (головним героєм розповіді виступив сам Лавкрафт).